# Martin Ebell

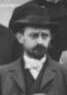
Martin Ebell 1901

Carl Wilhelm Ludwig Martin Ebell (* 29. April 1871 in Neuruppin; † 28. November 1944 ebenda) war ein deutscher Astronom.

## Leben
Ebell war Assistent am meteorologischen Institut in Berlin von 1895 bis 1896. Anschließend war er an der Sternwarte in Strassburg von 1897 bis 1901 tätig. Ebell berechnete als erster den Orbit des Kometen 97P/Metcalf-Brewington 1906.
Bekannt wurde er in seiner Position als Assistent an den Astronomischen Nachrichten in Kiel seit 1892. Er schied 1938 zusammen mit dem Herausgeber Hermann Kobold aus. Nach seinem Ausscheiden zog er wieder nach Neuruppin zurück.
Der von Karl Wilhelm Reinmuth 1931 entdeckte Asteroid (1205) Ebella wurde nach Ebell benannt, der ebenfalls von Reinmuth 1937 entdeckte Asteroid (1443) Ruppina nach Ebells Geburtsstadt Neuruppin.